# 乃木勝典
乃木 勝典（のぎ かつすけ、1879年（明治12年）8月28日 - 1904年（明治37年）5月27日）は、明治時代の陸軍軍人で、乃木希典・静子夫妻の長男。日露戦争での戦闘で戦死した。最終階級は陸軍歩兵中尉。

## 生涯

### 学才・性格など
1879年（明治12年）8月28日、乃木希典・静子夫妻の長男として出生する。
父親と母親の良い面・悪い面をそれぞれ受け継いだ典型的な人物で、元来、父方の乃木家は学問的な分野に乏しく（希典が漢詩で有名であるが）、一方で母方の湯地家は学問的な分野に秀でており、母・静子およびその両親・兄姉らは学問的に優秀であった。病弱であったようだが、母のことを普段より気遣う優しい性格であったと言われる。
勝典は学識面での才能はあまり芳しくなく、成城学校を経て、陸軍士官学校の採用試験に2度不合格になっており、3度目で辛うじて合格した。当時、陸軍士官学校は一生涯のうち3度しか受験することが出来ず、勝典は最後のチャンスで希望を果たした（弟の保典は1度目で合格している）。陸士13期で建川美次と同期。

### 日露戦争に出征
日露戦争には陸軍少尉、第二軍歩兵第1連隊第9中隊第1小隊長として出征。出征前に、静子が東京・銀座にある高級化粧品店「資生堂」で1つ9円の高級香水を購入し、勝典・保典の2人に渡している。静子が香水を渡したのは、もしも戦死した場合、遺体から異臭が放たれれば大事な愛息子が不憫であるという親心からであった。勝典はそれをお守りとして大切にしていた。
戦場では何日も風呂に入られないという激戦の日々が続いたため、戦死を覚悟した勝典は、戦死の覚悟を悟られないように記した内容の手紙を静子に宛てて送っている。
南山の戦いに参加していた1904年（明治37年）5月27日、ロシア軍が放った銃弾が勝典の腸部に直撃、向こう側が丸見えになるほどの風穴が開き、数時間の間、従軍していた陸軍軍医による手術・治療を野戦病院にて受けたが、出血多量で死亡した。享年26（満24歳没）。

## 死後
勝典が戦死したことは、数日後に静子の耳に届けられた。静子にとって勝典は第1子、それも病弱で常に心配して大事に育ててきた子どもであり、姑・壽子（久子表記の文献有り）との確執に耐え切れず、別居生活をしていた時も気遣い、優しく守ってくれた勝典が戦死したと聞いた時、静子は我を忘れて三日三晩号泣したという。
戦死後、陸軍中尉に昇進。青山霊園に納骨された。
勝典の死から6か月後の11月30日に弟・保典も203高地で後備第1旅団の副官任務中、ロシア軍の砲弾を至近に受け、岸壁から滑落し岩場に頭部が激突、頭が砕けて戦死した（即死）。享年24（満22歳没）。
勝典・保典兄弟は未婚で死去したため、子を残すことはなかった。これにより、希典・静子夫妻の子女は全員死去した。夫妻はその後、養子を迎えることをしなかったため、乃木伯爵家と夫妻の血筋は断絶した。

## 逸話
- 陸軍士官学校に3度目でようやく合格した時、父希典から合格祝いとして1000円を貰うが、当時の1000円は陸海軍の各大将クラスが給与で貰う数か月分であり、それだけの額を貰ってしまえば生活が傾き、静子に多大な迷惑をかけると考えた勝典は、500円の雙眼鏡を購入し、残りの金は返したと言われる。
- 南山の戦いでの勝典の負傷は、父希典の指揮する第三軍に配属されていた弟保典にも伝わり、進軍途中でありながら時間を見つけては兄を見舞いに訪れている。その際、勝典は保典に母・静子のことを頼んだといわれる。しかし、この兄との約束は後に保典が戦死したため、果たされることはなかった。

## 戦死の場所
乃木勝典は金州城の東北、閻家楼会閻家楼屯七十二番地（現・大連市金州区小閻家楼）にあった「閻家楼第二野戦病院」に収容され、27日午後死亡した。野戦病院があった閻家楼屯の裏山にはその後、慰霊碑が建立され、現在もその台石が残っている。
また、一時遺体を葬った馬家屯會八里庄警察官吏派出所の後方一松林中にも、金州軍政署が1905年春に墓標を建立、1909年11月1日、静子が慰霊に訪れた。

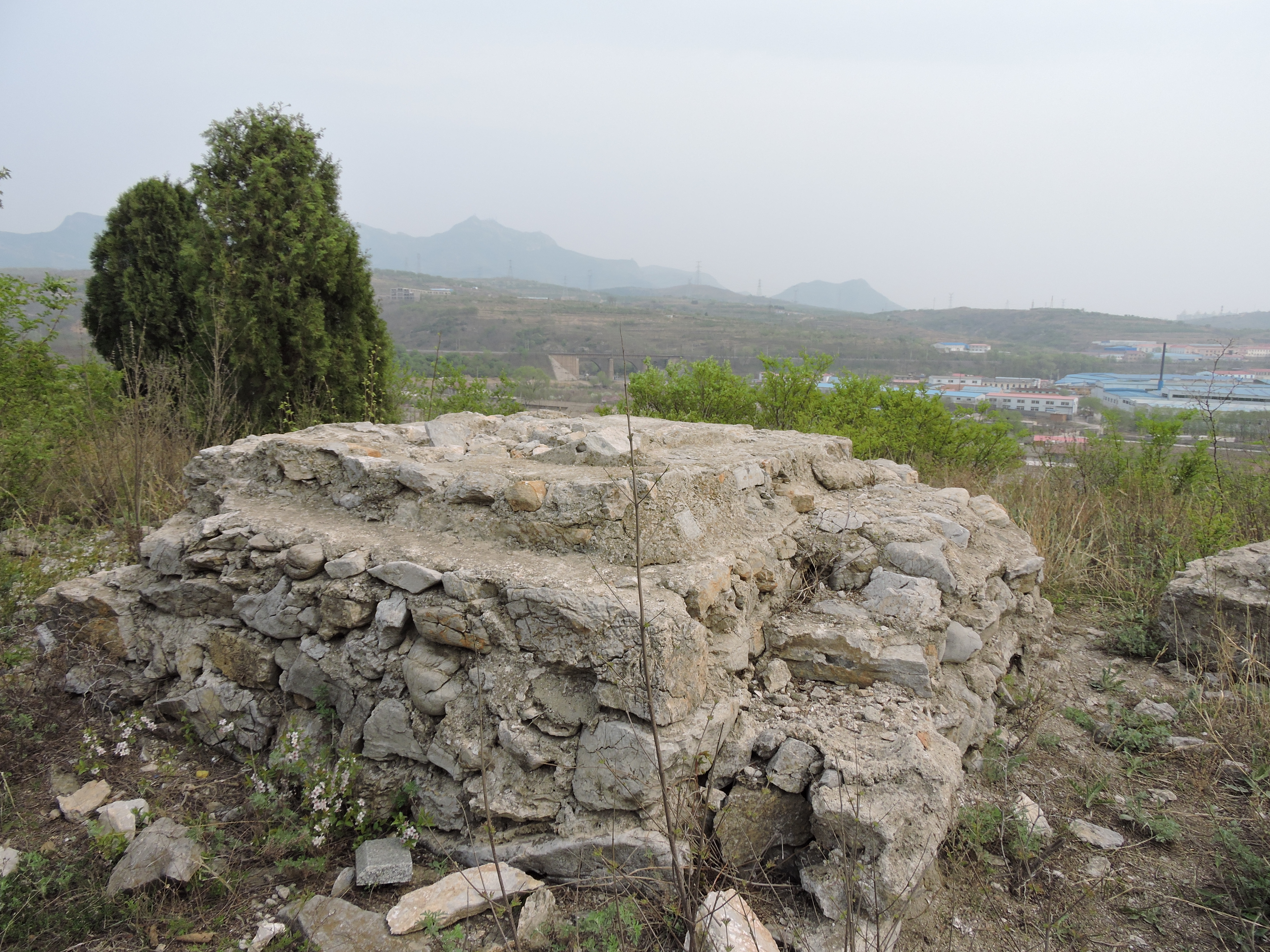
閻家楼の慰霊碑跡
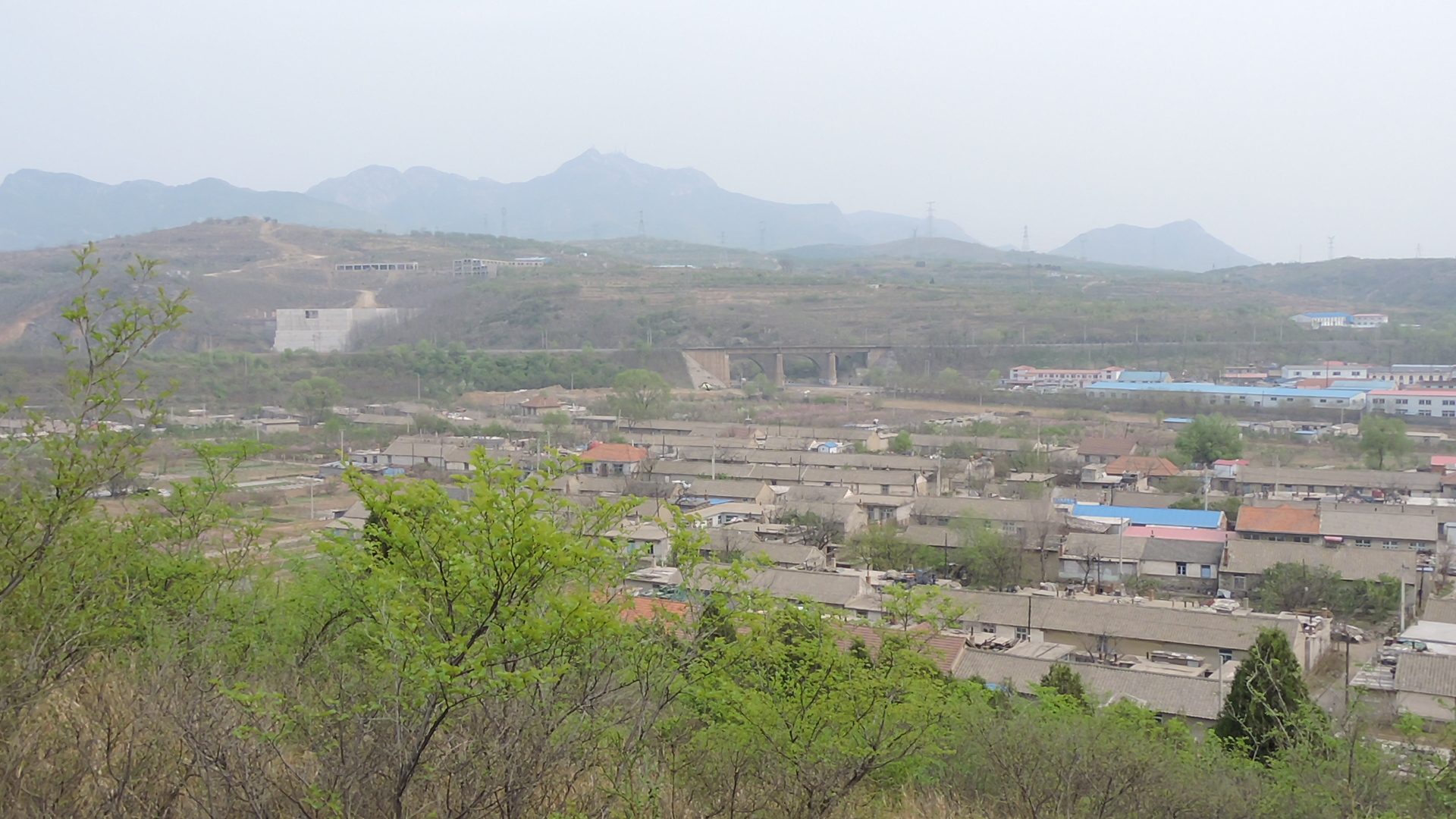
慰霊碑跡から閻家楼の集落と大黒山を望む
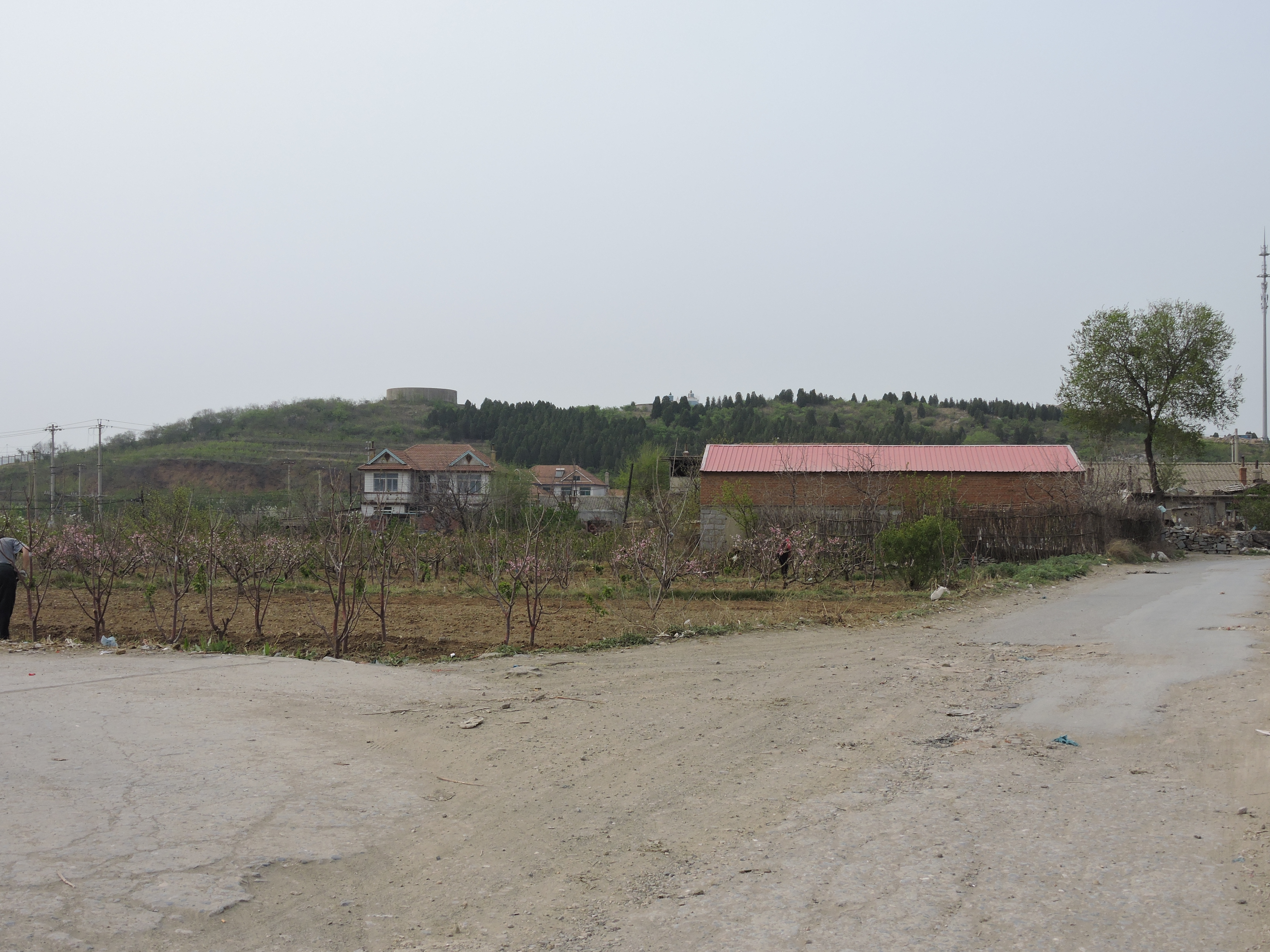
閻家楼の集落と裏山

## 栄典
- 1904年（明治37年）5月26日 - 功五級金鵄勲章・勲六等単光旭日章[3]

## 家族・親族
- 祖父：乃木希次（長府藩士）
- 祖父：湯地定之（薩摩藩士）
- 父：乃木希典（陸軍軍人、教育者）
- 母：乃木静子
- 弟：乃木保典（陸軍軍人）
- 伯父：湯地定基（薩摩藩士、政治家）
- 伯父：湯地定監（海軍軍人、政治家）
- 叔父：玉木正誼（長州藩士）
- 従弟：湯地孝（日本近代文学研究者）